# Жарча (приток Ульдурги)
Жарча́ — река в России, протекает по территории Забайкальского края. Река впадает в Ульдургу. Длина реки 56 км. В реку впадают притоки: Талакан, Марикта, Берея, Икилюн, Давыдкина, Кулинда, Земкекен, Тремки, Вершина Ямка, Боровушка, Казановский, Бакарея, Малая Бакарея.
На реке расположены посёлки Светлый и Жарча.

## Данные водного реестра
По данным государственного водного реестра России относится к Амурскому бассейновому округу, речной бассейн реки Амур, речной подбассейн реки — Шилка (российская часть бассейна), водохозяйственный участок реки — Шилка.
Код объекта в государственном водном реестре — 20030100412118100014555.